# 唯名論
唯名論（英語：Nominalism），形而上學的觀點之一，是古希臘柏拉圖學派的對立的觀點（見：柏拉圖主義），經中古歐洲經院哲學家發展，長時間成為哲學探討的主題。在哲學中，它是一種形而上學的爭論，它討論的是關於事物的概念（共相）與實在事物之間，存在的關係，與其出現的先後順序。唯名論認為現實事物並沒有普遍本質，只有實質的個體是存在的；共相非實存，而是代指事物性質的名稱，故稱「唯名」。
唯名論的立場與唯實論相反，但因為基督教教義的影響，唯名論的發展略晚於唯實論。在唯名論之下，發展出兩種版本的唯名論哲學。第一個立場認為不存在一個共相，只有一個一個分別的實存事物。第二個立場，又稱概念論，則認為，共相是由實存事物所推導出來的，所以實存事物存在先於共相。但是，共相一旦被建立之後，它就是存在的。
在西方哲學史中，最早對唯名論概念進行討論的哲學家，可以追溯到古希臘的柏拉圖，其弟子亞里斯多德被認為是最早完成唯名論這個哲學體系的哲學家。中古歐洲最早提出唯名論的神學家是法國的洛色林。唯名論与唯实論的对立就是中古西方哲學史中的共相之爭。

## 唯名論簡述
唯名論有幾個核心的論證，一個是共相問題，討論共相是否是實存的。另一個則被稱為玫瑰問題。

### 普遍性問題
唯名論者認為，只有感官能夠感受到的，個別的存在，共相是不存在的。共相只是由感官虛構推論出來的，一種概念。
另一個比較弱的唯名論立場，稱為概念論，它介於實在論與唯名論之間。他們認為，共相是由個別的性質所推論出的概念。但是，共相既然是由個別的共通特質，經過理性推導出來的，因此它存在於理性中。即使某一個体毀滅了，普遍的共相仍然是存在的。

### 玫瑰問題
玫瑰問題則是以玫瑰的顏色及香味出發。
極端唯名論者認為，玫瑰有各式不同的顏色、外形與香味，因此，玫瑰這個共相概念，是不存在的，只是文字性的概念。不存在某種完美的玫瑰，只有各別的玫瑰，因為感官及思考，被歸納出玫瑰這個共相概念。
概念論者認為，玫瑰雖然有不同的外形及香味，但因為在不同玫瑰之中，擁有相同的特質。因此，我們才可以由感官經驗，推導出一個玫瑰的共相。在理性中的玫瑰共相，它不依賴個別的玫瑰，它有自己的性質，因此可以獨立存在。